# Illukasik
Illukasik [ˈiɬːukasik] (nach alter Rechtschreibung Igdlukasik) ist eine wüst gefallene grönländische Siedlung im Distrikt Nanortalik in der Kommune Kujalleq.

## Lage
Illukasik liegt an der Südspitze einer gleichnamigen Insel mit zahlreichen kleineren vorgelagerten Inseln, die den Ort abschirmen. Von Illukasik aus sind es 10 km nach Osten bis Narsarmijit.

## Geschichte
Illukasik bestand aus zwei Gruppen an Gebäuden, die die erbärmlichsten ganz Südgrönlands waren, was den Ortsnamen erklärt. Sie waren teils aus Mist errichtet, der Dreckwasser abgab, und zudem terrassenartig übereinandergebaut, sodass das Wasser immer ins daruntergelegene Haus floss. Die Häuser waren daher immer feucht und dreckig.
Illukasik gehörte ursprünglich der Herrnhuter Brüdergemeine an. Ab 1911 war Illukasik ein Teil der Gemeinde Nanortalik.
1919 lebten 161 Personen in Illukasik, die in 29 Häusern lebten. Es gab eine 37 m² große Schulkapelle am Wohnplatz. Unter den Bewohnern waren 28 Jäger, ein Katechet und eine Hebamme. Die Bewohner lebten von der Jagd auf Seehunde, Füchse und Eisbären.
Die Einwohnerzahl sank in den folgenden Jahrzehnten schnell und lag in den 1930er Jahren bei nur noch etwa 70 Personen. 1943 lebten noch 19 Menschen in Illukasik und 1949 verließen die letzten neun Bewohner den Ort. Dennoch existierte der Ort weiterhin als Schäfersiedlung. 1955 gab es 9 Bewohner und 1960 und 1965 13. Diese waren 1965 auf zwei Familien aufgeteilt. 1968 lebten 15 Personen in Illukasik. Vermutlich Anfang der 1970er Jahre wurde der Ort endgültig aufgegeben.

## Söhne und Töchter
- Silas Mouritzen (1903–?), Landesrat